# Karl Wollermann
Karl Wollermann (* 24. April 1904 in Frankfurt am Main; † 30. März 1993 in Krailling) war ein deutscher Architekt, bildender Künstler, hoher nationalsozialistischer Kultur-Funktionär und von 1963 bis 1967 erster Direktor der Hochschule für Bildende Künste Braunschweig. Nachdem seine Tätigkeit während der Zeit des Nationalsozialismus erst 1966 der breiten Öffentlichkeit bekannt und diskutiert wurde, trat Wollermann 1967 vorzeitig von diesem Amt zurück.

## Leben und Werk
Wollermann war Sohn eines Arztes, dessen Familie aus Ostpreußen stammte. Mehrere seiner Verwandten waren ebenfalls bekannte Künstler. Ein Vorfahre war Bildhauer und Schüler von Christian Daniel Rauch. Eine Großmutter väterlicherseits stammte aus einer kurmainzischen Schauspielerfamilie.
Karl Wollermann besuchte zunächst eine Privatschule und anschließend ein Realgymnasium in Hannover bis zur Obertertia. Anschließend machte er eine Tischlerlehre und legte 1924 die Gesellenprüfung ab. Wollermann zeigte künstlerische Begabung, die während seines Studiums von 1924 bis 1928 an der Staatsschule für angewandte Kunst München von verschiedenen Professoren gefördert wurde, darunter Richard Berndl und Adelbert Niemeyer.
Seine erste Anstellung als Architekt fand er in Chemnitz, gab diese aber bereits Ende 1929 wieder auf, um die folgenden drei Jahre als Leiter eines Architekturbüros in der jugoslawischen Hauptstadt Belgrad zu arbeiten. 1932 kehrte er nach Deutschland zurück und machte sich als Architekt in München selbständig. Dort führte er verschiedene Aufträge für die örtliche Verkehrsfliegerschule aus und war von 1934 bis 1939 in leitender Position beim Luftkreiskommando III in Dresden tätig.

### NS-Kulturfunktionär
Am 1. Oktober 1939, einen Monat nach Beginn des Zweiten Weltkrieges, wurde Wollermann zum ständigen Vertreter des Direktors der Akademie der Bildenden Künste Nürnberg berufen. 1941 folgte mit Unterstützung der NSDAP die Ernennung zum Professor. Nach Jürgen Weber soll Wollermann die Professur dadurch erhalten haben, dass er zuvor seinen Vorgänger Eugen Nanz (1887–1958) denunziert haben soll. Der Herausgeber des NS-Hetzblattes Der Stürmer, Julius Streicher, gehörte zu Wollermanns Privatschülern an der Nürnberger Werkkunstschule. In dieser Zeit begann Wollermann, sich für textile Künste zu interessieren. Seine künstlerischen Arbeiten umfassten Stickereien, Wandteppiche, Seiden- und Schattenstickereien, aber auch innenarchitektonische Arbeiten sowie die Herstellung von Möbeln und Keramik. Wollermann wurde zum Initiator der Nürnberger Gobelin-Manufaktur (NGM), die bis 2004 bestand. Während der NS-Zeit war er deren Aufsichtsratsvorsitzender.
Die von Wollermann stark geprägte NGM fertigte unter anderem (Wand-)Teppiche für das Reichsparteitagsgelände in Nürnberg sowie für verschiedene Kasernen und Offizierskasinos der SS. Geplant war, dass der NS-Staat Hauptauftraggeber der Nürnberger Gobelin-Manufaktur werden solle.
Ebenfalls 1941 wurde Wollermann Landesleiter der Reichskammer der bildenden Künste Nürnberg-Mittelfranken. Laut Jürgen Weber war Wollermann „damit einer der höchsten Kulturfunktionäre der Goebbelsschen Kulturdiktatur“. In dieser Funktion beeinflusste er Einstellungen bzw. Entlassungen bei der Nürnberger Kunstakademie, u. a. besuchte er die Ateliers vom NS-Regime als „Entartete“ diffamierter Künstler, um zum Beispiel die Einhaltung des ihnen auferlegten „Malverbotes“ zu überwachen. Auch konnte nur Wollermann Künstler in seinem Bereich u.k. stellen lassen oder aber umgekehrt dafür sorgen, dass sie zum Kriegsdienst eingezogen und an die Front geschickt wurden. Dies führte dazu, dass „er sich in den Künstlerkreisen Nürnbergs ungewöhnlich verhaßt gemacht“ hat.

### Nachkriegszeit
Am 1. Mai 1946 wurde Wollermann von der amerikanischen Militärregierung für Bayern entlassen und war anschließend, bis zu seiner Berufung als Direktor der Werkkunstschule Braunschweig (aus der später die Hochschule für Bildende Künste Braunschweig hervorging) am 15. Dezember 1951, als freischaffender Architekt in Ellingen tätig.
Im Zuge der Entnazifizierung wurde er in einem Spruchkammerverfahren am 19. Februar 1948 in Gruppe 2 als „belastet“ (Aktivist, Militarist und Nutznießer) eingestuft, bei 50%iger Einziehung seines Vermögens, wurde er zusätzlich zu 1½ Jahren alliierten Arbeitslagers verurteilt. Nach Ablauf der Haftzeit legte er Berufung ein und wurde nur noch als „Mitläufer“ eingestuft.

### Erster Direktor der HBK
Bernhard Mewes (1901–1984) war während der Zeit des Nationalsozialismus Stadtrat für Kultur und kulturelles Leben in Braunschweig. In dieser Funktion gründete er 1941 den Kunstverein Braunschweig neu und hatte schließlich „das kulturelle Leben [in Braunschweig] linientreu ausgerichtet“. Mewes war zu diesem Zeitpunkt bereits mit Wollermann, der in Nürnberg tätig war, befreundet.
Nachdem Wollermann 1951 über die neu zu besetzende Direktorenstelle an der Werkkunstschule in Braunschweig erfahren hatte (wohl durch Mewes), bewarb er sich um die Position und erhielt sie auch, da sein alter Bekannter Mewes im Hintergrund die Fäden zog. 1953 gelang es Mewes mit Hilfe der CDU zum Kulturdezernenten aufgestellt zu werden. 1956 schlug Mewes mit Unterstützung Wollermanns den „Hitler-Poeten“ Hans Baumann (Dichter des von der NS-Propaganda häufig verwendeten Liedes Es zittern die morschen Knochen) für den Friedrich-Gerstäcker-Preis der Stadt Braunschweig vor, der ihm dann auch verliehen wurde. 1963 wurde die Werkkunstschule Braunschweig zur „Staatlichen Hochschule für Bildende Künste“ (heute HBK) erhoben. Wollermann wurde ihr erster Rektor.

Dornse des Altstadtrathauses 2014: Im Hintergrund Wollermanns Wandteppich „Braunschweig“.

In seiner Zeit in Braunschweig entstanden mehrere Werke, darunter einige, die sich heute im Besitz der Stadt befinden. So entstand 1956 der 240 × 400 cm große, mehrfarbige Wandteppich Phoenix aus der Asche. Er wurde in der Nürnberger Gobelin-Manufaktur hergestellt und zeigt den Untergang des brennenden Braunschweig durch den Bombenangriff vom 15. Oktober 1944 und das Wiederauferstehen der Stadt „Wie Phönix aus der Asche“. Der Teppich war für den großen Ratssaal des Braunschweiger Rathauses bestimmt.
Wohl um 1960 entstand der 500 × 800 cm große Bildteppich Braunschweig. Er hängt heute in der Dornse, dem großen Festsaal, im Altstadtrathaus. Er zeigt prägnante Kirchen und sonstige Bauwerke der Stadt sowie deren alten Grundriss mit dem die mittelalterliche Stadt ursprünglich umschließenden Wallring und das Wappen der Stadt Braunschweig.

### Vorzeitiger Rücktritt vom Amt des Direktors der HBK
1966 hatte Jürgen Weber, seit 1961 Professor und Lehrstuhlinhaber für „elementares Formen“ an der HBK, Kontakt zu Marion Gräfin Dönhoff, Chefredakteurin und Mitherausgeberin der Wochenzeitung Die Zeit aufgenommen und informierte sie über Wollermanns NS-Vergangenheit, in der Hoffnung, Die Zeit werde darüber berichten – was sie aber nicht tat.
Ende 1966 schließlich war im Nachrichtenmagazin Der Spiegel ein Bericht über das Buch In einem heimgesuchten Land des israelischen Journalisten und Schriftstellers Amos Elon erschienen, in dem dieser über seine Reise durch das frühe Nachkriegsdeutschland (sowohl BRD, als auch DDR) berichtete. Er kam u. a. zu dem Schluss, dass in beiden deutschen Staaten „das Problem deutscher Vergangenheitsbewältigung überhaupt nicht existiert“, die NS-Geschichte demnach verdrängt werde.
Dieser Spiegel-Bericht hatte zahlreiche Leserbriefe zur Folge, darunter auch einen von Jürgen Weber. Sein Brief wurde in der Spiegel-Ausgabe vom 6. November 1966 abgedruckt. Weber wies in seinem Schreiben auf die Verhältnisse in der Braunschweiger Kunstszene hin, wo offenbar eine Seilschaft „alter Nazis“ existiere, die sich gegenseitig half und schützte. So war Wollermann nach verbüßter Haftstrafe 1951 nach Braunschweig gekommen, wo seine NS-Vergangenheit nur sehr wenigen bekannt war. Informationen über Wollermanns NS-Vergangenheit hatte Weber nach eigener Aussage von den beiden Kunstmalern Peter Lufft und Bruno Müller-Linow erhalten. Wie Wollermann, war Müller-Linow in den 1950ern Professor an der Werkkunstschule Braunschweig.
Wollermann verblieb danach zunächst im Amt, doch auf Drängen des vormaligen niedersächsischen Kulturministers Richard Voigt, dessen Sohn Peter Voigt von Wollermann selbst an die HBK berufen worden war, trat dieser schließlich Anfang 1967 vorzeitig zurück. Amtsnachfolger wurde Peter Voigt.

## Entfernung von Wollermann-Arbeiten aus dem öffentlichen Raum
Im November 2024 beschloss der Ausschuss für Kultur und Wissenschaft des Rates der Stadt Braunschweig, alle in städtischen Gebäuden noch angebrachten Teppiche Wollermanns schnellstmöglich entfernen zu lassen.